# Marija (Sängerin)
Marija (bulgarisch Мария) mit vollem Namen Marija Panajotowa Andonowa (Мария Панайотова Андонова), geboren Marija Panajotowa Kirowa (bulg. Мария Панайотова Кирова) (* 13. Januar 1982 in Stara Sagora) ist eine bulgarische Popfolk-Sängerin.

## Karriere
Im Jahr 2003 erhielt sie den bulgarischen Musikpreis Zlaten Hit Fresh (Златен хит Фреш) für das Lied Lieb mich so (Обичай ме така). 2004 erhielt sie für ihren Musikclip Deine Stadt (Твоят град) denselben Preis in einer anderen Kategorie.

## Diskografie

### Alben
- 2000: Spomen (dt. Erinnerung)
- 2001: Parva Luna (dt. Erster Mond)
- 2003: Istinska (dt. Die Echte)
- 2004: Maria
- 2005: Osudena Dusha (dt. Verurteilte Seele)
- 2006: Edinstven (dt. Der Einzigartige)
- 2012: XIII
- 2015: Tvoite 100 Litsa

### Singles (Auswahl)
- 2006: I pak ne znaya (Original: Giorgos Xanthiotis – Chiculata Chikita)
- 2011: Nay-dobriyat
- 2014: Kasa Li Go (mit Azis)
- 2014: Chuy Me (mit Azis)
- 2016: Mrasni dumi govori (mit Azis & Fiki)
- 2017: Cherveniyat Karton
- 2018: Molya Te Ne Mi Zvani (mit Azis)
- 2019: Da me gali
- 2020: V sezona na greha (mit Toni Storaro)

| Personendaten    | Personendaten |
| ---------------- | --- |
| NAME             | Marija |
| ALTERNATIVNAMEN  | Мария (bulgarisch); Andonowa, Marija Panajotowa (vollständiger Name); Андонова, Мария Панайотова (vollständiger Name, bulgarisch); Kirowa, Marija Manajotowa (Geburtsname); Кирова, Мария Панайотова (Geburtsname, bulgarisch) |
| KURZBESCHREIBUNG | bulgarische Popfolk-Sängerin |
| GEBURTSDATUM     | 13. Januar 1982 |
| GEBURTSORT       | Stara Sagora |